# 오노데라 겐토
오노데라 겐토(일본어: 小野寺 建人, 1991년 7월 6일 ~ )는 일본의 전 축구 선수이다.

## 구단 경력
과거 츠바이겐 가나자와에서 활동하였다.